# Zjiguljovsk

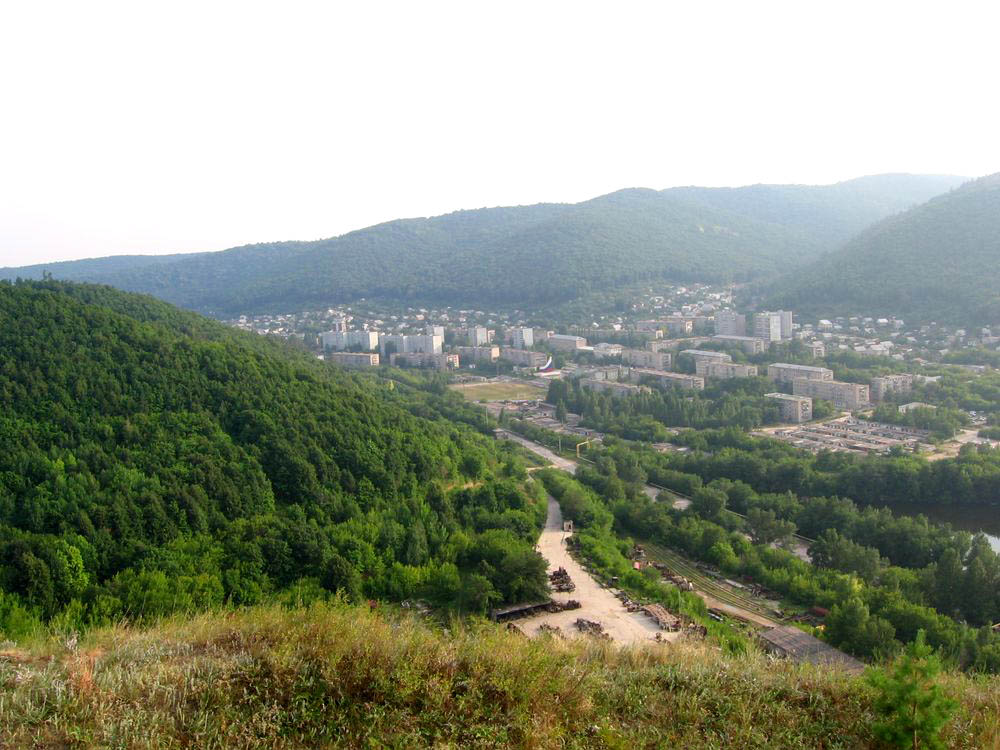
Jablonevyj Ovrag, en del av Zjiguljovsk

Zjiguljovsk (ryska: Жигулёвск) är en stad i Samara oblast, Ryssland, belägen på den östra banken av Volgafloden, 92 kilometer väster om Samara. Folkmängden uppgår till cirka 55 000 invånare.
Zjiguljovsk omfattar områdena för de tidigare byarna Otvazjnoje (Отва́жное, känd sedan 1840) och Morkvasji (Моркваши, känd sedan 1647). Samhället Otvazjnyj (Отва́жный) byggdes här för oljefynden man gjort, men runt 1959 hade den växt ihop med Zjiguljovsk. Staden fick stadsrättigheter 1952.
Förutom olja är kalkstensindustrin en viktig näring för staden.

## Administrativt område
Zjiguljovsks administrativa område omfattar även trakten utanför själva centralorten. 
| Stad/Ort            | Invånarantal 9 oktober 2002 | Invånarantal 14 oktober 2010 | Invånarantal 1 januari 2015 |
| ------------------- | --------------------------- | ---------------------------- | --------------------------- |
| Zjiguljovsk         | 48 770                      | 55 565                       | 55 476                      |
| Bogatyr             | 1 107                       | Ingen uppgift                | Ingen uppgift               |
| Jablonevyj Ovrag    | 6 463                       | Ingen uppgift                | Ingen uppgift               |
| Solnetjnaja Poljana | 1 637                       | Ingen uppgift                | Ingen uppgift               |
| Zolnoje             | 1 811                       | Ingen uppgift                | Ingen uppgift               |
| Landsbygd           | 662                         | 4 738                        | 4 563                       |
| TOTALT              | 60 450                      | 60 303                       | 60 039                      |

Jablonevyj Ovrag är numera sammanslagen med centrala Zjiguljovsk. Bogatyr, Solnetjnaja Poljana och Zolnoje räknas numera som landsbygd.

## Zjiguljovsk i media
Den svenske filmaren Jerzy Sladkowski skildrar några kvinnors liv i staden i sin dokumentär Vodkafabriken (2011).